# Paraliodrosophila dudai
Paraliodrosophila dudai är en tvåvingeart som beskrevs av Wheeler 1954. Paraliodrosophila dudai ingår i släktet Paraliodrosophila och familjen daggflugor. Inga underarter finns listade i Catalogue of Life.